# Fables & Dreams
Fables & Dreams è il secondo album della symphonic metal band svizzera Lunatica, pubblicato il 18 ottobre 2004.

## Tracce
1. The Search Goes On
2. Avalon
3. Elements
4. Fable of Dreams
5. Still Believe
6. The Spell
7. The Neverending Story
8. Hymn
9. Silent Scream
10. A Little Moment of Desperation